# Mustjala (commune)
Mustjala (en estonien : Mustjala vald) était une municipalité rurale du Comté de Saare en Estonie. Elle s'étendait sur 235,47 km2. 
Sa population était de 640 habitants(01.01.2012).
En octobre 2017, Mustjala a été ajoutée à la commune de Saaremaa.

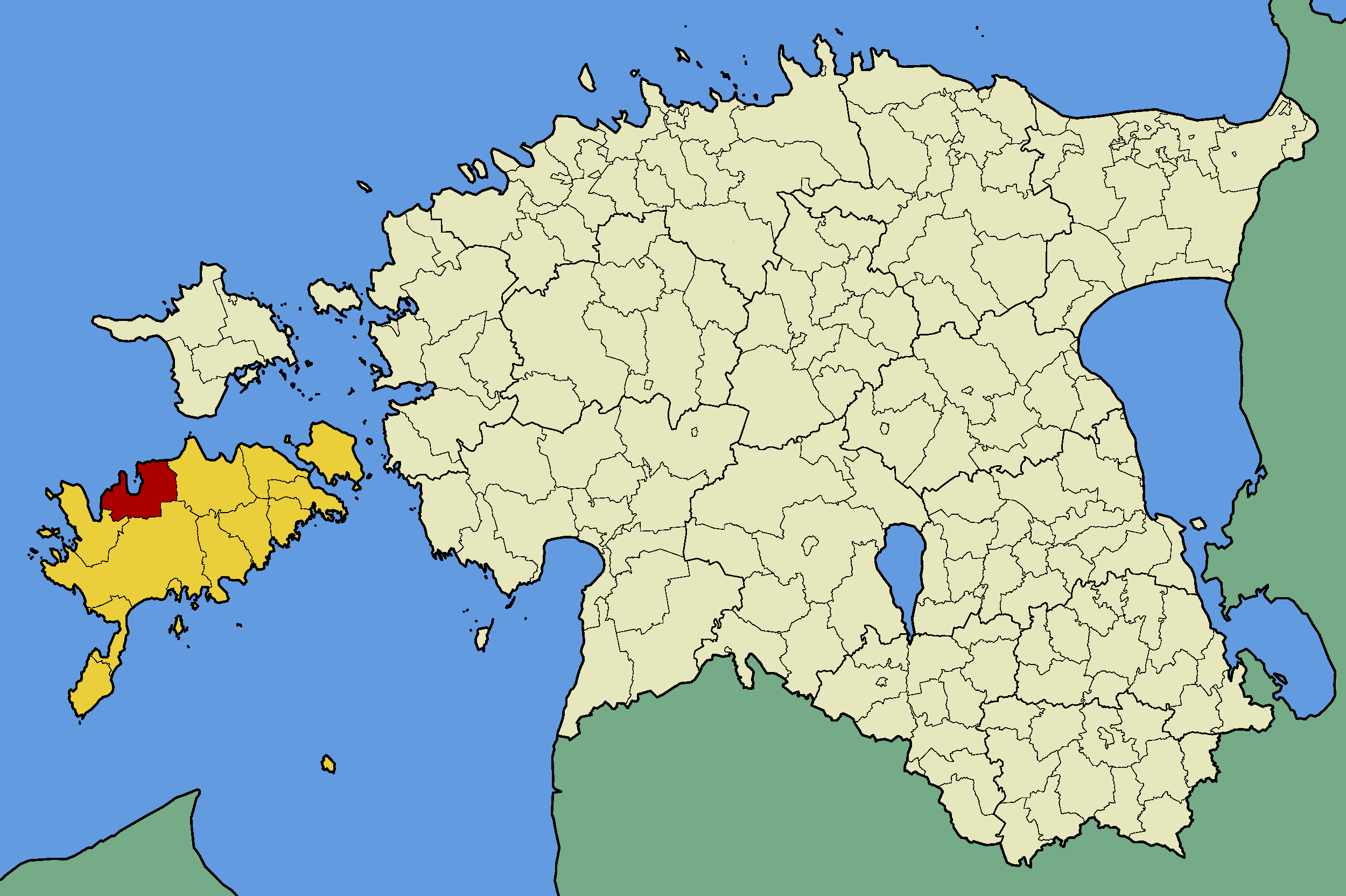
Commune de Mustjala (en rouge) dans le Comté de Saare (en jaune).

## Municipalité
La commune comprenait 21 villages:

### Villages
Jauni, Järise, Kiruma, Kugalepa, Küdema, Liiküla, Liiva, Merise, Mustjala, Ninase, Ohtja, Paatsa, Pahapilli, Panga, Rahtla, Selgase, Silla, Tagaranna, Tuiu, Vanakubja, Võhma